# Dorcadion semilineatum
Dorcadion semilineatum är en skalbaggsart som beskrevs av Leon Fairmaire 1866. Dorcadion semilineatum ingår i släktet Dorcadion och familjen långhorningar. Inga underarter finns listade i Catalogue of Life.